# Лицей № 40 (Нижний Новгород)
Лицей № 40 — среднее учебное заведение с углублённым изучением физики и математики. Расположен в Нижегородском районе Нижнего Новгорода.

## История

Бюст Георгия Маслякова

1 сентября 1961 года в Нижнем Новгороде была основана физико-математическая школа № 40. Основателем и первым директором был Вениамин Яковлевич Векслер. Это была третья в Советском Союзе (после Москвы и Ленинграда) и первая в Горьком специализированная школа. Вначале школа находилась на улице Ярославской, 25 и предназначалась только для старших классов (190 человек в первом наборе в девятые классы), а преподавательский коллектив состоял из 23 учителей.
Через несколько лет, благодаря активной поддержке директора Научно-исследовательского радиофизического института, профессора Марии Тихоновны Греховой, было получено разрешение на строительство нового здания школы № 40 на улице Фигнер (сейчас — Варва́рская). В январе 1966 года был заложен фундамент, после чего к строительству были привлечены учителя и ученики школы, разгружавшие машины, укладывавшие рельсы для подъёмного крана и возводившие кирпичную кладку. В сентябре 1966 года, в новом здании школы, количество учеников возросло до более чем 1180 в 33 классах, а преподавателей — до 44.
В школу № 40 влилась школа № 23, в которой учился Георгий Гаврилович Масляков — Герой Советского Союза, поэтому в новой школе был создан музей его имени. В 1967 году на деньги, заработанные учениками в ходе сборе макулатуры и металлолома, был установлен памятник.

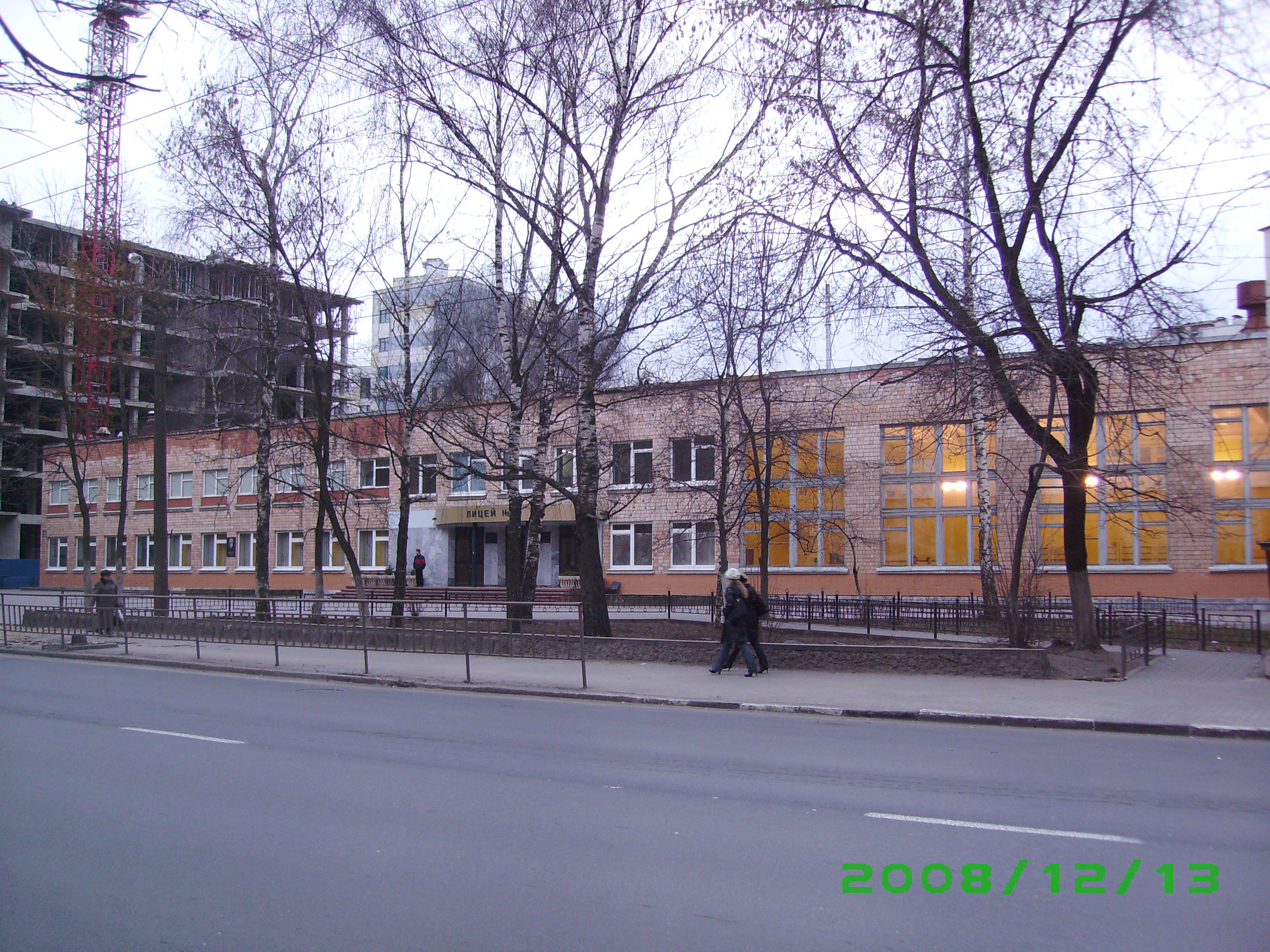
Здание лицея № 40 на ул. Варварской, 15А

1 сентября 1990 года школа № 40 была преобразована в Нижегородскую физико-математическую школу-лицей (одной из первых в Нижнем Новгороде получив лицейский статус), затем в лицей № 40. В 2019 стала Опорной школой РАН .

## Образовательный процесс
Преподавание в лицее ведётся по индивидуальным учебным планам, с реализацией авторских программ по профильным предметам. С 7 по 11 класс преподаются спецкурсы, в 10—11 классах есть возможность выбора предметов. С 2009 года, когда в Нижнем Новгороде был отменён конкурсный приём в школы и таким образом набор в первые классы лицея был ограничен 50 детьми в год на основе порядка подачи заявлений, в мэрию поступило коллективное обращение от родителей, которым не удалось записать в лицей своих детей. «Количество желающих отдать ребенка в 1 класс 40-й школы в разы больше», — говорилось в письме.
Лицей является частью сквозной системы обучения, начинающейся в 10-11 классах и продолжающейся на базовых факультетах Университета Лобачевского и в аспирантуре Института прикладной физики РАН. С 2001 года совместно с Научно-образовательным центром РАН в лицее № 40 реализуется программа организации физических классов небольшой численности (не более 20 человек), набор в которые производится на конкурсной основе. Преподавание в этих классах поручено наиболее квалифицированным педагогическим кадрам, в число которых входят доктор наук и 12 кандидатов наук. Маленькие классы и первоклассный преподавательский состав позволяют обеспечить более высокий уровень подготовки, и уже в первый год реализации этот проект стал победителем окружной ярмарки социальных и культурных проектов «Саратов-2001». Только за первый год существования Премии для поддержки талантливой молодёжи в рамках Приоритетного национального проекта «Образование» шесть учеников физических классов лицея стали её обладателями. При лицее действует воскресная физико-математическая школа «Квант», где занимаются более 30 детей из разных школ города.
Помимо естественных наук, лицей даёт хорошую общую подготовку. Ежегодно в лицее в день смерти Александра Пушкина проводится Пушкинский конкурс поэзии, а учащиеся восьмых классов с помощью преподавателей словесности готовят театральную постановку.

## Преподавательский состав
В разные периоды школу № 40 возглавляли:
- 1961—1980 — Векслер Вениамин Яковлевич, отличник народного просвещения РСФСР
- 1980—1987 — Перелыгина Тамара Николаевна, отличник народного просвещения РСФСР
- 1987—1989 — Чернов Валентин Иванович
- 1989—2024 — Умнова Наталия Семеновна, Заслуженный учитель Российской Федерации
- 2024—н.в. — Шилков Роман Николаевич

На всём протяжении существования школы № 40 к преподаванию в ней привлекались учёные-практики, доктора и кандидаты наук. Среди преподавателей лицея — 11 Соросовских учителей, ряд преподавателей являются научными сотрудниками вузов Нижнего Новгорода.
Учитель физики Владимир Юрьевич Ковалёв — Заслуженный учитель Российской Федерации, «Лучший учитель физики России», лауреат IV Всероссийского конкурса учителей математики и физики в номинации «Учитель, воспитавший ученика». Преподавательница географии Рузанова Юлия Владимировна - Заслуженный учитель Российской Федерации. Преподавательница математики Людмила Ивановна Степанова — Заслуженный учитель Российской Федерации, лауреат гранта Приоритетного национального проекта «Образование», грантов Фонда «Династия» (в 2006—2009 годах). Грантов в рамках ПНП «Образование» удостаивались также учителя лицея Валентина Кревская (химия), Людмила Евстратова (информатика) и Татьяна Монич (химия).

## Достижения
С 1993 по 2003 год лицей завоёвывал звание «лучшей школы года» в Нижнем Новгороде (1994) и в России (1996), а также награждался грантом Фонда Сороса, грантом Президента Российской Федерации за работу с одарёнными детьми (2001), рядом региональных премий и наград. С 2006 года лицей неоднократно становился обладателем гранта ПНП «Образование», предназначенного для лучших инновационных школ России.
С 1969 по 2009 год учащиеся школы и лицея № 40 завоевали на международных олимпиадах 24 награды, более половины из них высшего достоинства. В 1993—2003 годах на международных олимпиадах по физике, химии, математике и информатике учащиеся лицея завоевали 16 медалей, в том числе 9 золотых В 1997—2000 и 2007 годах сборная России на международных олимпиадах по информатике наполовину состояла из представителей Нижнего Новгорода, причём из Хорватии в 2007 году с золотыми медалями вернулись сразу два ученика лицея 40.

## Известные выпускники
- Зверева, Нина Витальевна (1969)
- Котюсов, Александр Николаевич (1982)
- Кочаровский, Владимир Владиленович (1973)
- Крестьянинов, Евгений Владимирович (1966)
- Панов, Владимир Александрович (1992)
- Турлапов, Андрей Вадимович (1992)